# Episodi di Doctor Who (serie televisiva 1963) (dodicesima stagione)
La dodicesima stagione della serie TV Doctor Who è la prima interpretata da Tom Baker nel ruolo del Quarto Dottore.
È composta da 20 episodi, andati in onda nel Regno Unito dal 28 dicembre 1974 al 10 maggio 1975. Alcuni sono stati trasmessi in Italia su Rai Uno nel febbraio del 1980 e sono tuttora gli unici episodi della serie originale, oltre ad una parte della stagione successiva, a essere stati trasmessi in Italia.
Come per tutte le stagioni della serie classica, gli episodi vengono suddivisi in "macrostorie" (in inglese, serial) con una propria continuità narrativa e un proprio titolo, qui indicato nella colonna "Titolo serial" della tabella.
| nº | Titolo originale            | Titolo italiano                | Prima TV UK      | Prima TV Italia  | Titolo serial              |
| -- | --------------------------- | ------------------------------ | ---------------- | ---------------- | -------------------------- |
| 1  | Robot I                     | Robot I                        | 28 dicembre 1974 | 6 febbraio 1980  | Robot                      |
| 2  | Robot II                    | Robot II                       | 4 gennaio 1975   | 7 febbraio 1980  | Robot                      |
| 3  | Robot III                   | Robot III                      | 11 gennaio 1975  | 8 febbraio 1980  | Robot                      |
| 4  | Robot IV                    | Robot IV                       | 18 gennaio 1975  | 9 febbraio 1980  | Robot                      |
| 5  | The Ark in Space I          | Arca spaziale I                | 25 gennaio 1975  | 11 febbraio 1980 | Arca spaziale              |
| 6  | The Ark in Space II         | Arca spaziale II               | 1º febbraio 1975 | 12 febbraio 1980 | Arca spaziale              |
| 7  | The Ark in Space III        | Arca spaziale III              | 8 febbraio 1975  | 13 febbraio 1980 | Arca spaziale              |
| 8  | The Ark in Space IV         | Arca spaziale IV               | 15 febbraio 1975 | 14 febbraio 1980 | Arca spaziale              |
| 9  | The Sontaran Experiment I   | Esperimento Sontaran I         | 22 febbraio 1975 | 15 febbraio 1980 | Esperimento Sontaran       |
| 10 | The Sontaran Experiment II  | Esperimento Sontaran II        | 1º marzo 1975    | 16 febbraio 1980 | Esperimento Sontaran       |
| 11 | Genesis of the Daleks I     |                                | 8 marzo 1975     |                  | Genesis of the Daleks      |
| 12 | Genesis of the Daleks II    |                                | 15 marzo 1975    |                  | Genesis of the Daleks      |
| 13 | Genesis of the Daleks III   |                                | 22 marzo 1975    |                  | Genesis of the Daleks      |
| 14 | Genesis of the Daleks IV    |                                | 29 marzo 1975    |                  | Genesis of the Daleks      |
| 15 | Genesis of the Daleks V     |                                | 5 aprile 1975    |                  | Genesis of the Daleks      |
| 16 | Genesis of the Daleks VI    |                                | 12 aprile 1975   |                  | Genesis of the Daleks      |
| 17 | Revenge of the Cybermen I   | La vendetta dei Ciberniani I   | 19 aprile 1975   | 18 febbraio 1980 | La vendetta dei Ciberniani |
| 18 | Revenge of the Cybermen II  | La vendetta dei Ciberniani II  | 26 aprile 1975   | 19 febbraio 1980 | La vendetta dei Ciberniani |
| 19 | Revenge of the Cybermen III | La vendetta dei Ciberniani III | 3 maggio 1975    | 20 febbraio 1980 | La vendetta dei Ciberniani |
| 20 | Revenge of the Cybermen IV  | La vendetta dei Ciberniani IV  | 10 maggio 1975   | 21 febbraio 1980 | La vendetta dei Ciberniani |

## Robot
- Titolo originale: Robot
- Diretto da: Christopher Barry
- Scritto da: Terrance Dicks

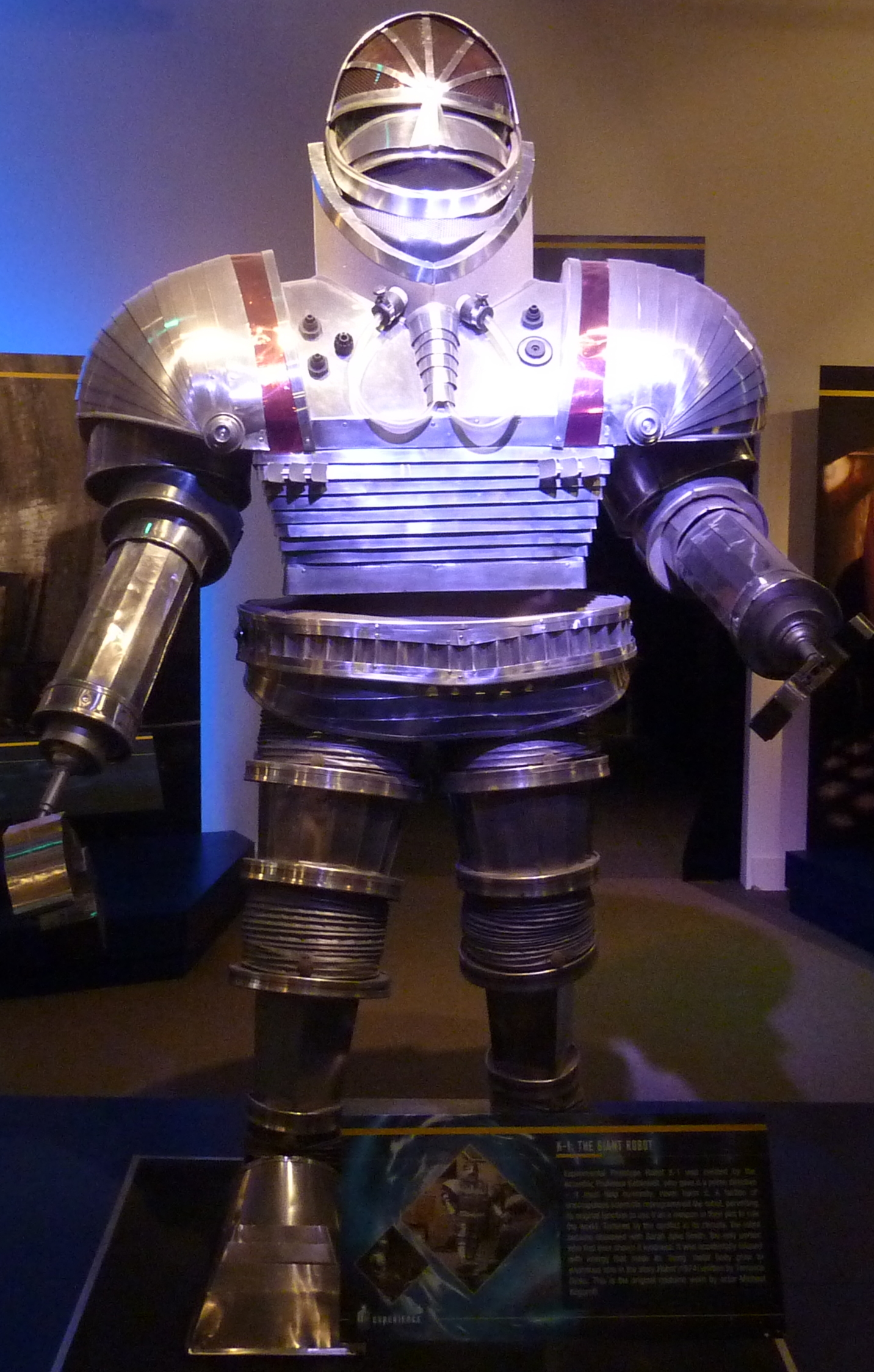
Il robot K1 esposto alla Doctor Who Experience a Londra

- Dottore: Quarto Dottore (Tom Baker)
- Compagni di viaggio: Sarah Jane Smith (Elisabeth Sladen), Harry Sullivan (Ian Marter)

### Trama
Dopo la sua rigenerazione, il Dottore inizia a comportarsi in modo strano. Affidato alle cure di Harry, cerca di scappare nel suo TARDIS, ma viene fermato da Sarah e il Brigadiere per indagare sul furto dei piani di un'arma disintegratrice. Sarah scopre che la Società per la Riforma Scientifica, meglio conosciuta come "Think Tank" sta costruendo un prototipo robot, K1.

## Arca spaziale
- Titolo originale: The Ark in Space
- Diretto da: Rodney Bennett
- Scritto da: Robert Holmes
- Dottore: Quarto Dottore (Tom Baker)
- Compagni di viaggio: Sarah Jane Smith (Elisabeth Sladen), Harry Sullivan (Ian Marter)

### Trama
Il Dottore, Sarah e Harry arrivano su un satellite artificiale. Al suo interno sono presenti degli umani in stato di ibernazione, in questo stato da millenni a causa di un sabotaggio di un grosso insetto, la regina dei Wirrn. Il Dottore deve ora trovare il modo di distruggere le sue numerose larve prima che prendano possesso degli esseri umani.

## Esperimento Sontaran
- Titolo originale: The Sontaran Experiment
- Diretto da: Rodney Bennett
- Scritto da: Bob Baker, Dave Martin
- Dottore: Quarto Dottore (Tom Baker)
- Compagni di viaggio: Sarah Jane Smith (Elisabeth Sladen), Harry Sullivan (Ian Marter)

### Trama
10.000 anni nel futuro, la Terra è apparentemente disabitata. Il Dottore, Sarah e Harry si trovano nella futura Piccadilly Circus, dove scoprono un equipaggio di astronauti alieni, i Sontaran, che si preparano a invadere il pianeta.

### Curiosità
- Durante le riprese di questo serial, l'attore Tom Baker scivolò e cadde su una roccia, rompendosi la clavicola e venendo portato via in ambulanza. Baker girò il resto delle sue scene con un collare ortopedico nascosto sotto il costume[5] e l'attore Terry Walsh che gli fece da controfigura nella scena del duello.[6]

## Genesis of the Daleks
- Diretto da: David Maloney
- Scritto da: Terry Nation
- Dottore: Quarto Dottore (Tom Baker)
- Compagni di viaggio: Sarah Jane Smith (Elisabeth Sladen), Harry Sullivan (Ian Marter)

### Trama
Il Dottore torna su Skaro, pianeta natale dei Dalek, per svolgere un'importante missione assegnatagli dai Signori del Tempo. Qui ha la possibilità di distruggere i Dalek prima che si evolvano per opera di Davros, ma si trova di fronte a un dilemma. Così facendo salverebbe numerose vite future, ma causerebbe il genocidio di una intera specie.

## La vendetta dei Ciberniani
- Titolo originale: Revenge of the Cybermen
- Diretto da: Michael E. Briant
- Scritto da: Gerry Davis
- Dottore: Quarto Dottore (Tom Baker)
- Compagni di viaggio: Sarah Jane Smith (Elisabeth Sladen), Harry Sullivan (Ian Marter)

### Trama
Il Dottore, Sarah e Harry arrivano alla stazione spaziale Nerva, che ha il compito di avvisare dell'esistenza di un nuovo satellite orbitante attorno a Giove. Un virus ha ucciso gran parte dell'equipaggio, e il Dottore sospetta sia opera dei Cybermen.